# Silheda
Silheda (Silleda) é um município da Espanha na província de Pontevedra, comunidade autónoma da Galiza. Tem 169 km² de área e em 2021 tinha 8 845 habitantes (densidade: 52,3 hab./km²).

## Demografia
| Variação demográfica do município entre 1991 e 2004 | Variação demográfica do município entre 1991 e 2004 | Variação demográfica do município entre 1991 e 2004 | Variação demográfica do município entre 1991 e 2004 |
| --------------------------------------------------- | --------------------------------------------------- | --------------------------------------------------- | --------------------------------------------------- |
| 1991                                                | 1996                                                | 2001                                                | 2004                                                |
| 10021                                               | 9527                                                | 9089                                                | 9055                                                |

## Patrimônio edificado
- Igreja de São Pedro de Ansemil
- Castelo de Cira
- Mosteiro de Carboeiro